# Castel Savoia

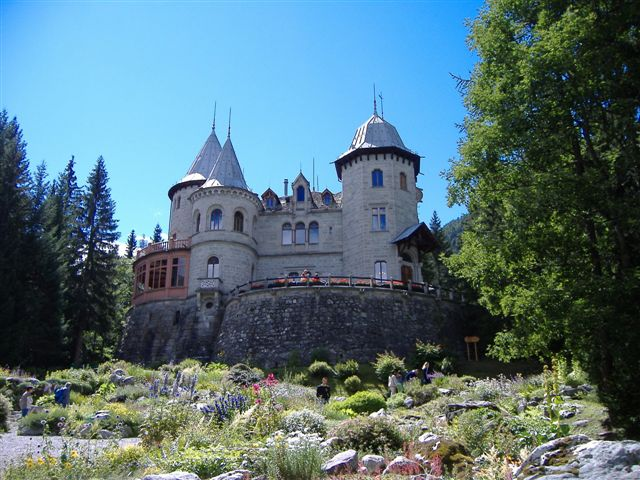
Schloss Savoyen

Das Castel Savoia (französisch Château Savoie) ist ein Schloss aus dem 19. Jahrhundert in eklektischem Stil in der Gemeinde Gressoney-Saint-Jean im Aostatal in 1437 Meter Seehöhe.

## Geschichte

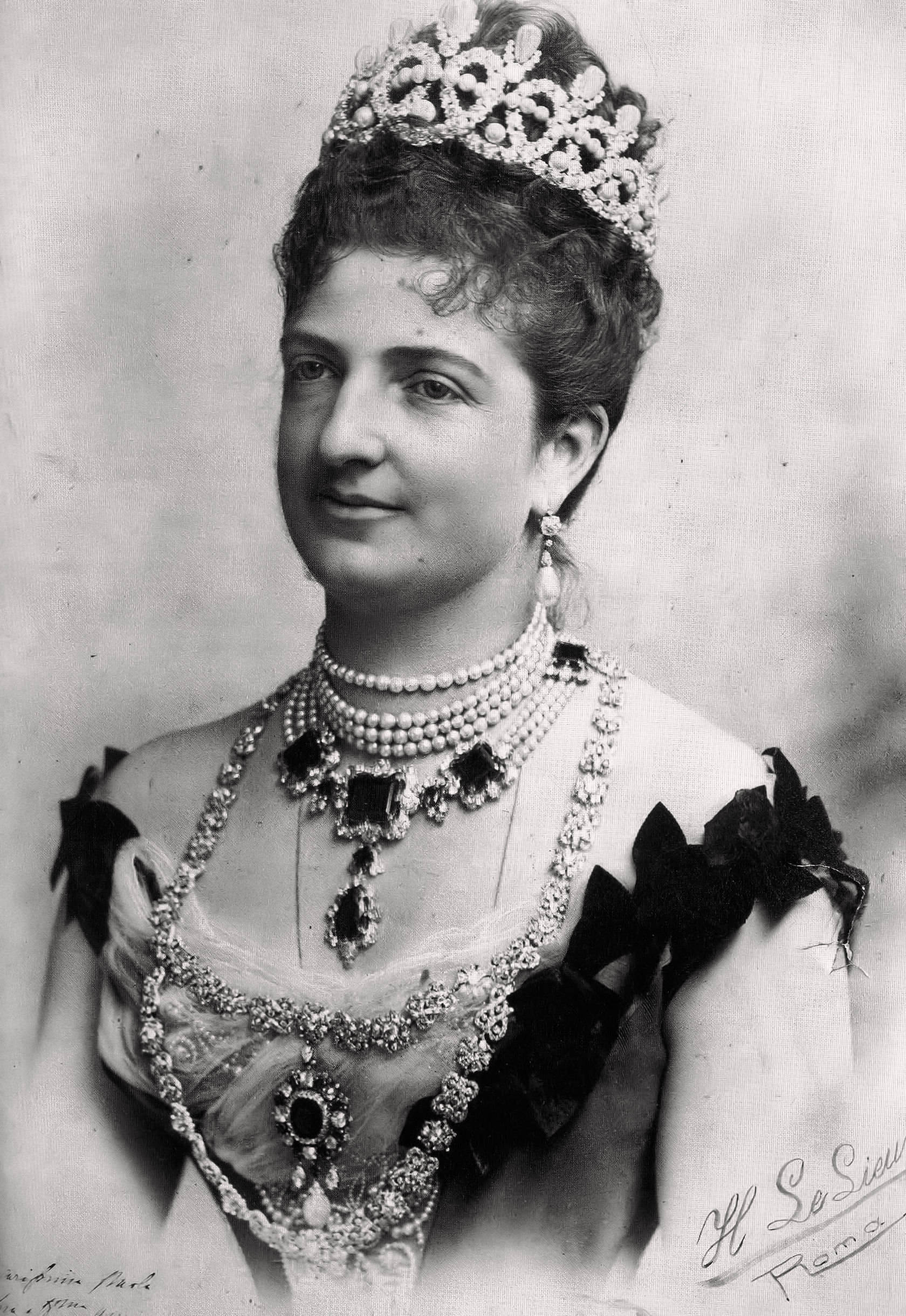
Königin Margarethe von Savoyen

Nach einigen Sommeraufenthalten ab 1889 des Königspaars Margarethe von Italien und Umberto I. in der Nähe der Residenz des Barons Beck-Peccoz wollte sich die Königin eine Residenz auf der orographisch rechten Seite des Lystales unterhalb des Arespass (walserdeutsch Arescoll) bauen lassen, von der man einen weiten Blick über das Tal und die Gipfel des Monte Rosa hat.
Nach einigem Widerstand des Königs, der für seine langen Jagdausflüge das Schloss Sarre bevorzugte, erhielt Königin Margarethe die Erlaubnis, ihre Sommerresidenz bauen zu lassen. Mit der Projektierung beauftragte sie den Architekten Emilio Stramucci, der schon mit den Umbauten am königlichen Palast und an anderen Residenzen der Savoyer betraut war.
Die Grundsteinlegung fand im Sommer 1899 statt, aber König Umberto I. sollte sich in dem Schloss nicht mehr aufhalten. 1900 fiel er in Monza dem Attentat des Anarchisten Gaetano Bresci zum Opfer. Die Bauarbeiten wurden 1904 abgeschlossen.
Die Königin Margarethe, Witwe und nun auf die Funktion einer Königinmutter beschränkt, verbrachte dort bis 1925 lange Zeiten der Sommerfrische. Sie war die Gastgeberin vieler bekannter Literaten, mit denen sie sich zu umgeben liebte, darunter der Dichter Giosuè Carducci und ihr liebender Enkel, der junge Prinz von Piemont und spätere König Umberto II.
Nach dem Tod der Königin Margarethe in Bordighera 1926 während ihres Winteraufenthaltes in der Villa Margherita blieb das Schloss einige Jahre lang geschlossen. 1936 wurde es an den Industriellen Ettore Moretti aus Mailand verkauft, der es fast intakt erhielt. Seine Erben verkauften das Anwesen 1981 an die autonome Region Aostatal.

## Beschreibung

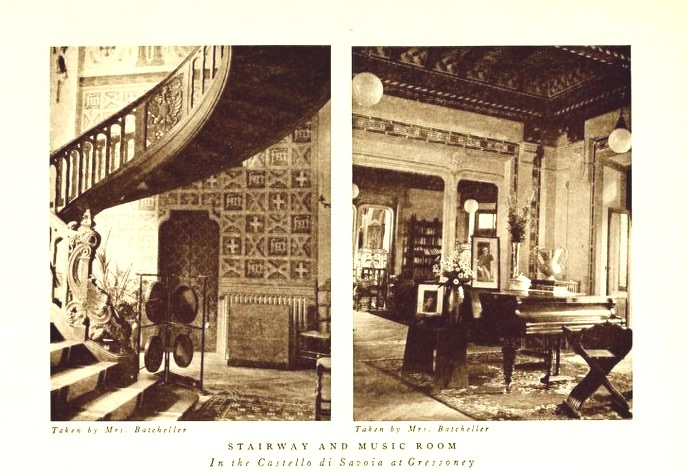
Die Innenräume des Schlosses Anfang des 20. Jahrhunderts

Das Gebäude, nur dem Namen nach ein Schloss, ist tatsächlich ein großes Landhaus mit drei Stockwerken in eklektischem Stil, charakterisiert durch fünf neugotische Türme. Die Mischung der Stile war ein ausdrückliches Anliegen der Königin, die sich persönlich und mit besonderer Sorgfalt um den Fortschritt der Arbeiten kümmerte.
Das Gebäude wurde unter umfangreichem Einsatz lokalen Felsgesteins errichtet und es erscheint in all seiner Strenge außer mit dem Wechsel der einzelnen Architekturmodule, der Vielgestaltigkeit seiner Fenster, Doppel- und Dreifachfenster und der Variation der Baustile, die ihm einen ziemlich homogenen und harmonischen Anblick verleihen. Das dreistöckige Gebäude hat einen rechteckigen Grundriss, an den fünf neugotische Türme unterschiedlicher Höhe anschließen, von denen einer einen achteckigen Grundriss hat. Diese werden von Türmchen überragt, von denen jeder sich vom anderen unterscheidet, während der Turm in der Mitte, der höchste, eine überdachte Terrasse besitzt, die durch ein Turmdach mit Dachgauben charakterisiert ist, die den königlichen Carabinieri den Überblick über das gesamte Anwesen boten.
Im Erdgeschoss liegen der Speisesaal, der Spielsaal mit dem Billardtisch, einige kleinere Räume, die große, halbkreisförmige  Veranda und der Ehrensalon mit der exquisiten Treppe aus Eichenholz mit doppeltem, halbkreisförmigem Zug. Diese ist, zusammen mit den Möbeln, der Wandtäfelung und der Kassettendecke, die passend mit savoyischen Symbolen und floralen Motiven dekoriert ist, die explizit den Namen der Regentin bereichern, eine Arbeit des Turiner Schnitzers Michele Dellara; die Wandmalereien und die Zeichnungen der Bildwirkereien aus Leinen- und Seidenstoff sind dagegen das Werk von Carlo Cussetti, einem weiteren Lieferanten des königlichen Hauses.
Im Hauptgeschoss (1. Obergeschoss) sind die Privaträume der Königin Margarethe, ihres Sohns Viktor Emanuel III., der Schwiegertochter, Königin Elena und des Enkels Umberto II. untergebracht. Ein kleineres Zimmer war für die Gräfin Paola Pes di Villamarina reserviert.
Im zweiten Obergeschoss sind auch einige Zimmer für Gäste und der Zugang zur überdachten Terrasse des höchsten Turms untergebracht, während das Untergeschoss für den Weinkeller reserviert ist.
Eine Besonderheit unterscheidet diese Residenz von anderen, nämlich das Fehlen von Küchen, die die Königin selbst außerhalb des Gebäudes bauen lassen wollte, etwa 30 Meter vom Hauptgebäude entfernt in einem Gebäude, in dem ab 1981 der Eintrittskartenverkauf und Besuchertoiletten untergebracht sind. Die Verbindung mit den Küchen zum Transport der Speisen besteht aus einem Tunnel mit einer doppelten Feldbahngleis, auf dem die Gerichte ihre kurze Reise auf speziellen, hermetisch abgeriegelten, elektrischen Trolleys bis zu einem Aufzug im Hauptgebäude zurücklegten, der die Speisen direkt in den Speisesaal des Schlosses beförderte.
Die Lage auf einem Hang des Tales an einer bestimmten Stelle ermöglicht einen weiten Blick über den Lyskammgletscher und auf den Monte Rosa. Darüber hinaus ist das Schloss von einem weitläufigen Park umgeben, der einen kleinen Kiefernwald und den Felsengarten zu Füßen des Gebäudes beherbergt. Durch die Zufahrtsstraße mit dem Schloss verbunden sind auch einige Wohngebäude: In der Villa Belvedere, die als Gästehaus fungierte, waren die Wachen, die Bediensteten, die Escorte der königlichen Carabinieri und die Einsiedelei Carducci untergebracht, die der Erinnerung an den Dichter und Freund der Königin, der hier wohnte, diente.

## Schloss Savoyen im Kino
2012 war das Schloss Savoyen der Drehort des Films Die schlimmsten Weihnachten meines Lebens.

## Fotogalerie

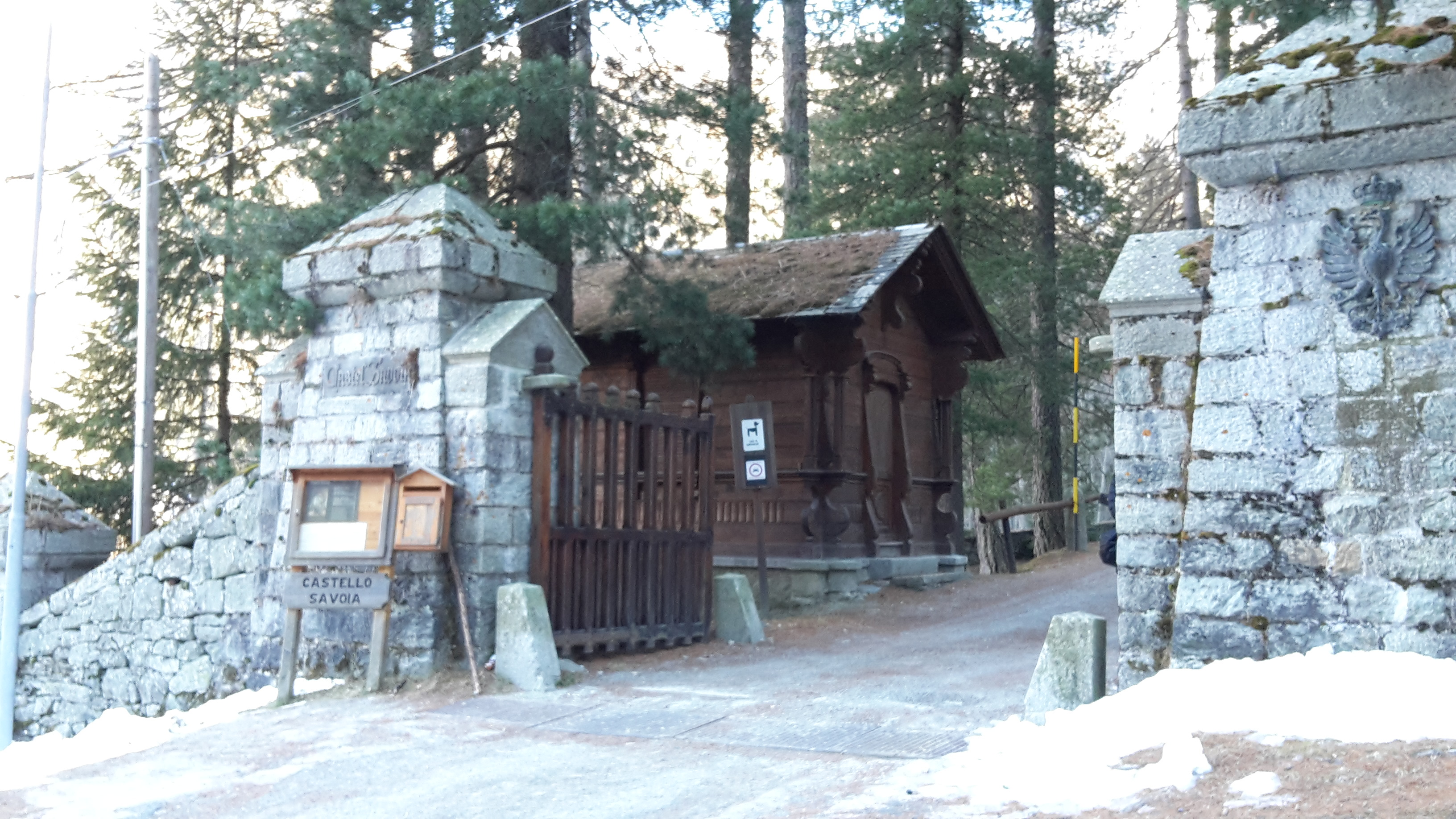
Einfahrtstor zum Schloss Savoyen
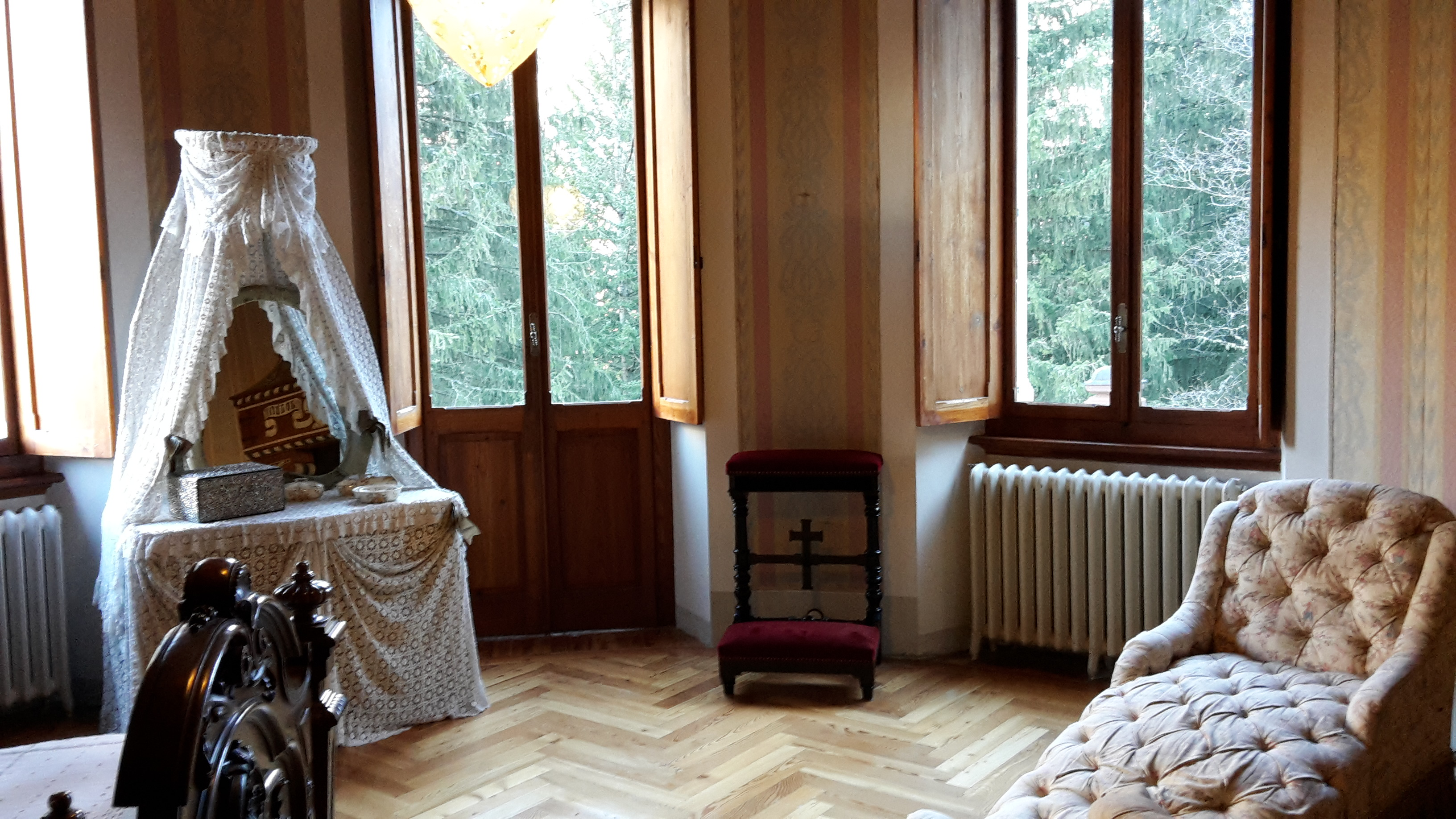
Schlafkammer der Königin Margarethe, Schloss Savoyen
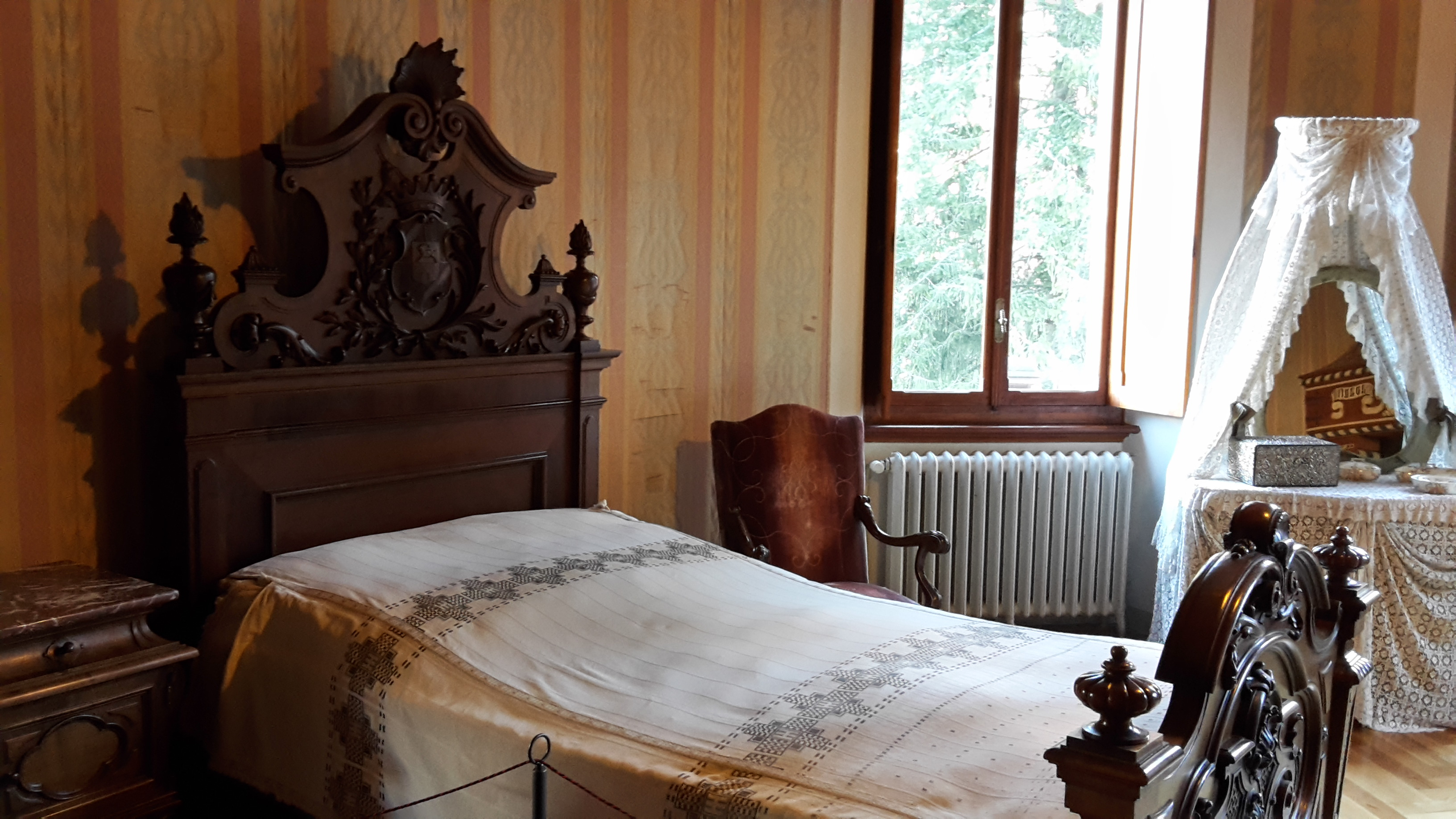
Bett der Königin Margarethe, Schloss Savoyen
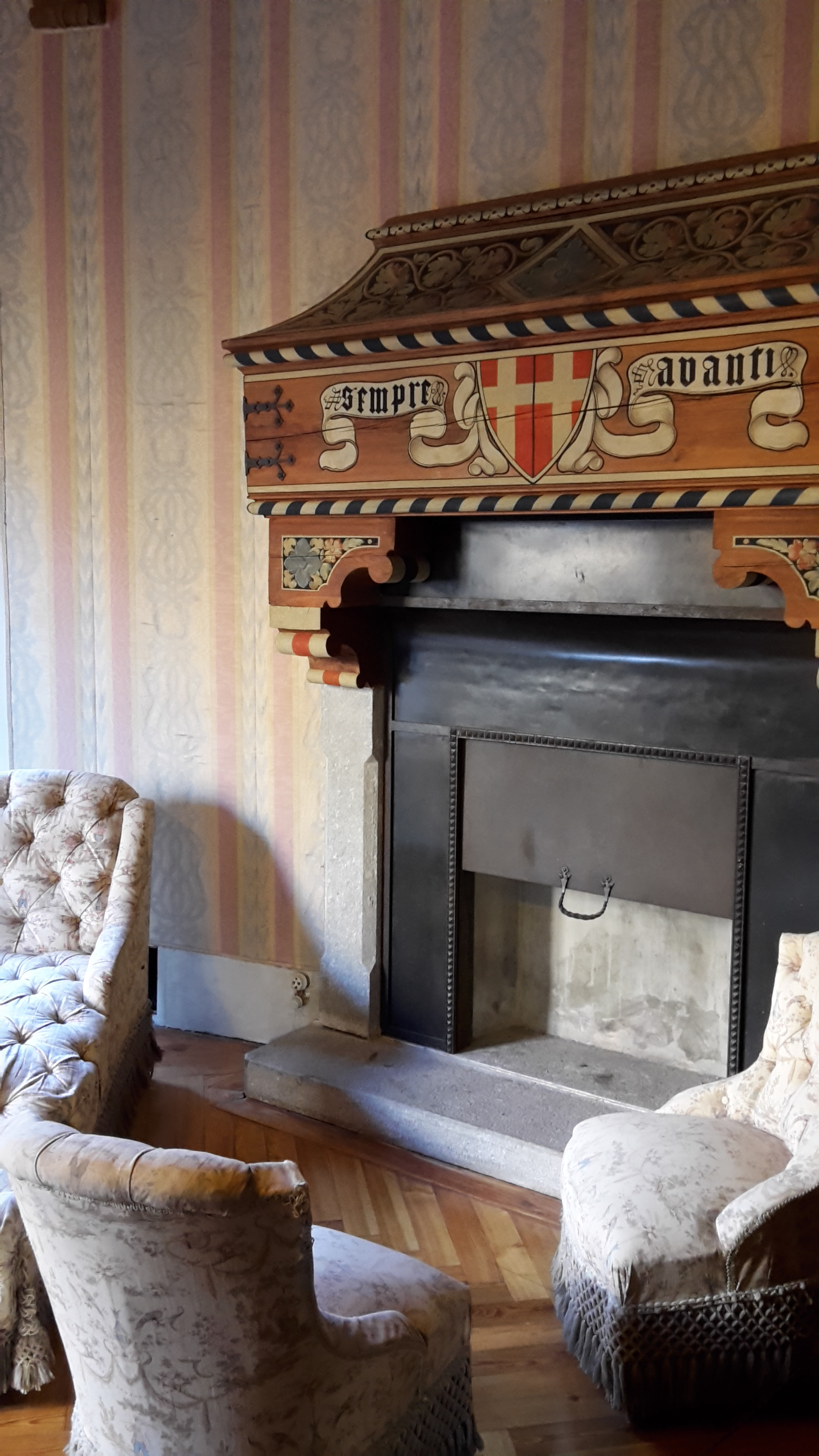
Kamin in der Schlafkammer der Königin Margarethe, Schloss Savoyen
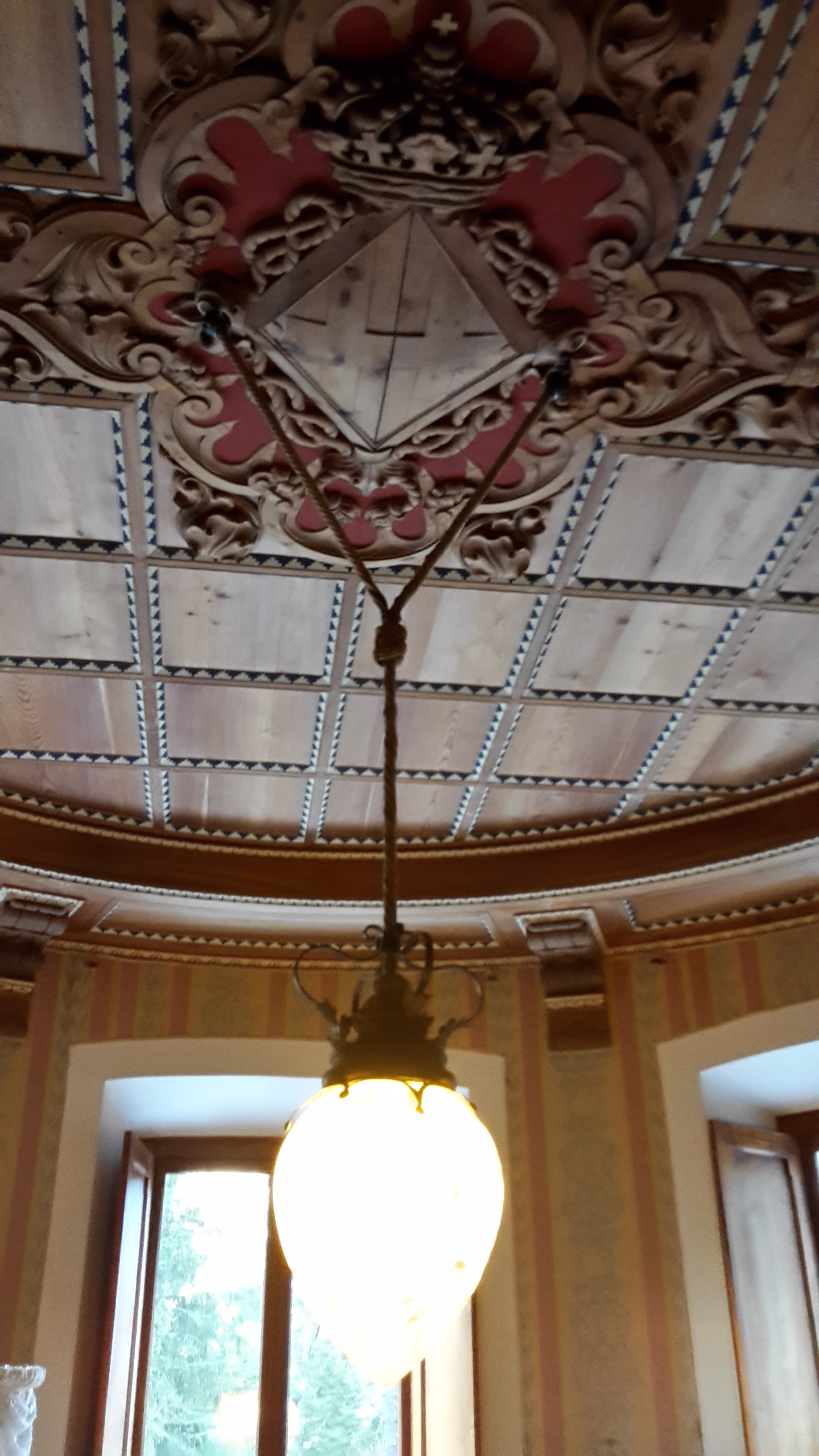
Decke der Schlafkammer der Königin Margarethe, Schloss Savoyen
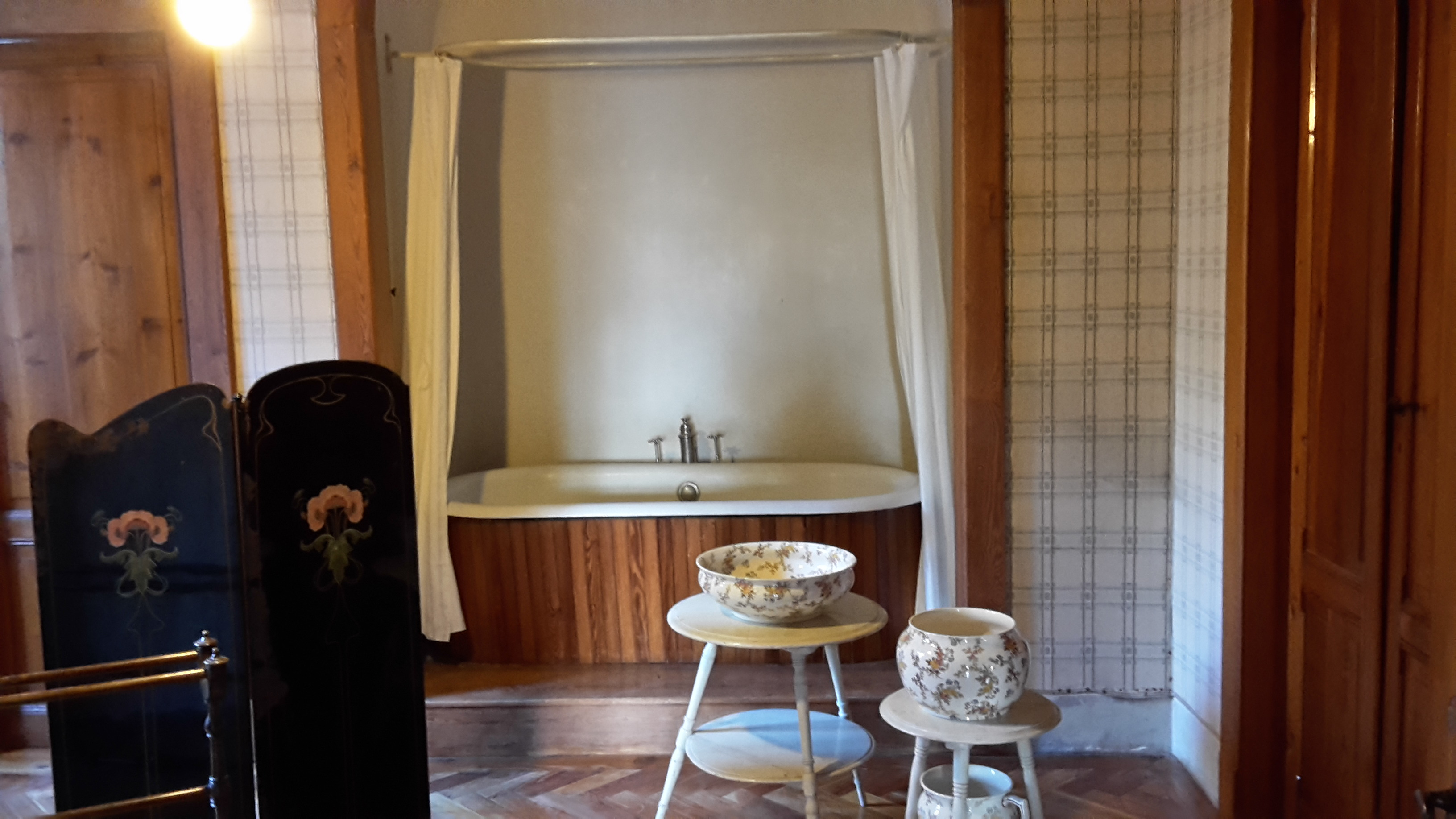
Badezimmer der Königin Margarethe, Schloss Savoyen
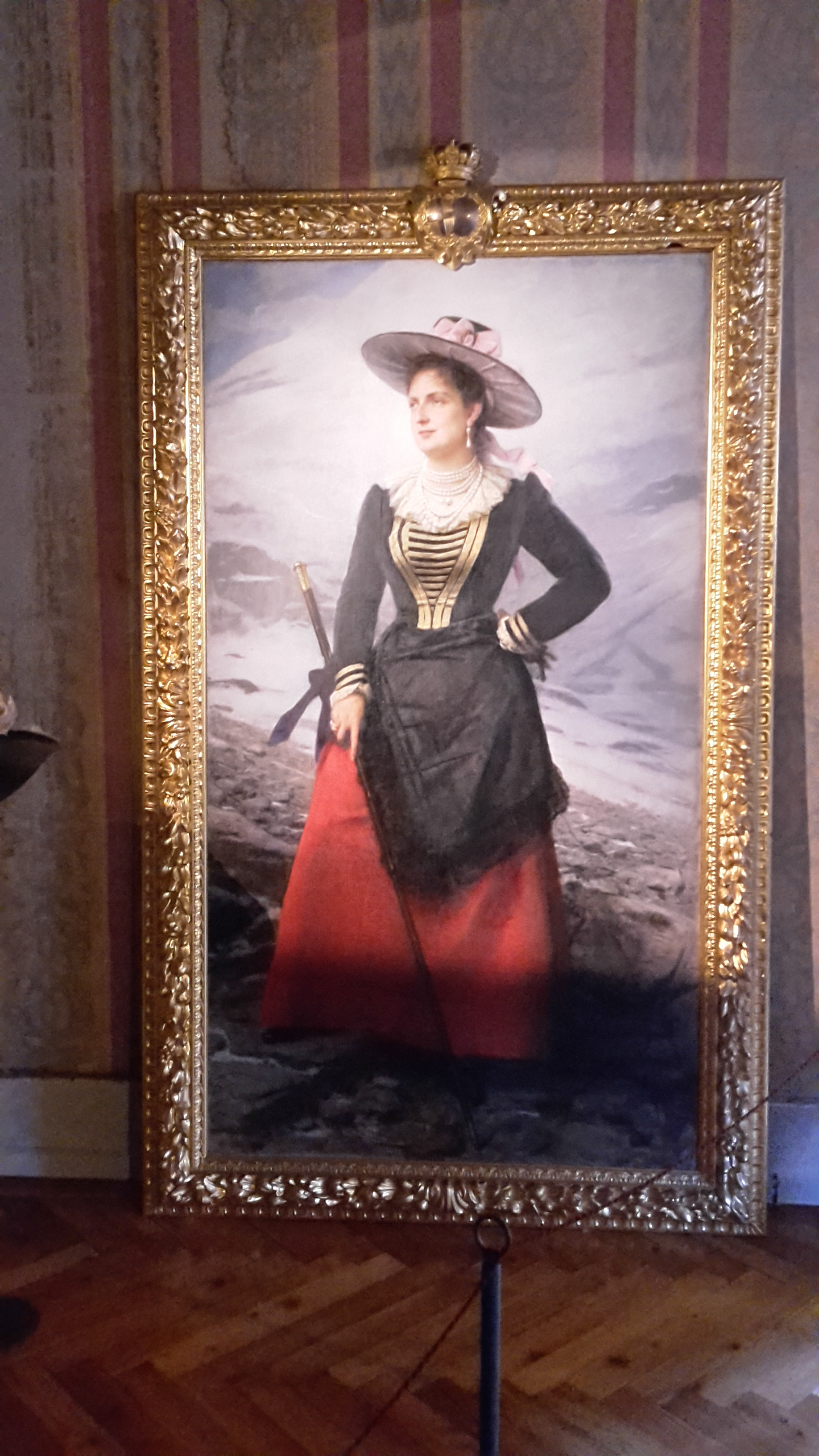
Margarethe von Savoyen in einem typischen Kleid aus Gressoney-Saint-Jean – Giuseppe Bertini (1890)
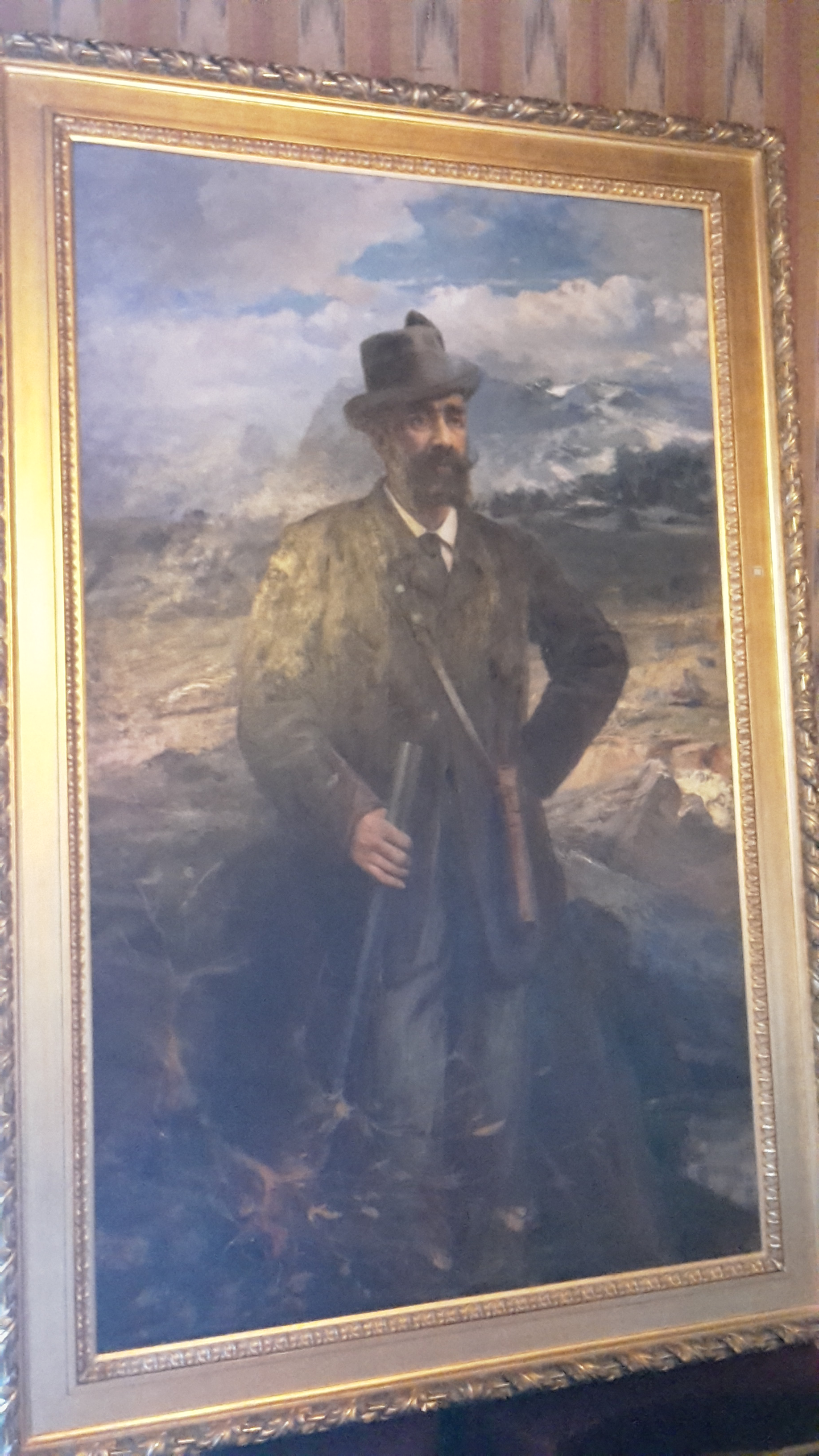
Luigi Beck-Peccoz, Porträt von Cesare Tallone (1892)